# جگرواش تیزبرچه
جگرواش‌های تیزبرچه (Hepatica acutiloba) که سلسلهٔ آنها گیاهان است و جز شاخهٔ خزه‌ها می‌باشند، هپاتیکهایی هستند که به دلیل آنکه شبیه به جگر می‌باشند به آنها جگرواش می‌گویند چون لوب لوب هستنددر واقع سلسله: گیاهان، شاخه: بریوفیت (خزه‌ها)، رده:هپاتیک‌ها (جگرواش‌ها) البته مارکانسیوپسیدا نیز گفته می‌شود. هپاتیک‌ها فاقد پروتونما هستند و به جای آن تال یا ریسه دارند. اسپوروگون یا کپسول فاقد تار بوده و پریستوم وجود ندارد.